# 上下分離方式
上下分離方式（じょうげぶんりほうしき）とは、鉄道・道路・空港などの経営において、下部（インフラ）の管理と上部（運行・運営）を行う組織を分離し、下部と上部の会計を独立させる方式である。
一般には、中央政府・自治体や公営企業・第三セクター企業などが土地や施設などの資産（下）を保有し、それを民間会社や第三セクターが借り受けるなどして運行・運営（上）のみを行う営業形態がとられることが多い。

## 日本での採用事例

### 鉄道
高速道路とバス会社のように、本来はインフラ（線路や土地）と運行（車両や営業）を分離することを指し、日本にもJR貨物や青い森鉄道・南海空港線や和歌山港線などの事例がある。しかし日本では疑似上下分離とでも言うべき類型が増加しており、以下に一例を示す。

#### 鉄道における上下分離方式の採用例
| 鉄道事業者名     | 線区 | 公的主体 の 投資 | 公的主体の投資+ ランニングコスト負担 | 公的主体の保有     | 固定資産税の 減免措置 |
| ---------------- | ---- | ---------------- | ------------------------------------ | ------------------ | --------------------- |
| 青い森鉄道       | 全線 | あり             | あり                                 | 車両以外の鉄道資産 | あり                  |
| 三陸鉄道         | 全線 | 車両             | トンネル・橋梁・車両                 | トンネル・橋梁     | 税相当額補助          |
| 上信電鉄         | 全線 | あり             | インフラと車両                       | なし               | あり                  |
| 上毛電気鉄道     | 全線 | あり             | インフラと車両                       | なし               | あり                  |
| 富山ライトレール | 全線 | あり             | インフラと車両                       | なし               | なし                  |

次の一覧は、土佐電気鉄道（現・とさでん交通）が2010年12月2日提出した資料より

#### 実施例
- 完全分離型： 養老鉄道 伊賀鉄道 富山地方鉄道（富山軌道線のうち富山都心線）
- 一部保有型： 若桜鉄道 青い森鉄道 のと鉄道 千葉都市モノレール 三陸鉄道 福井鉄道 和歌山電鐵 三岐鉄道北勢線

#### みなし上下分離実施例
- 上毛電気鉄道 上信電鉄 万葉線 えちぜん鉄道 一畑電車 井原鉄道 富山ライトレール

#### 鉄道における上下一体方式の採用例（参考）
| 鉄道事業者名 | 線区   | 公的主体 の 投資 | 公的主体の投資+ ランニングコスト負担 | 公的主体の保有 | 固定資産税の 減免措置 |
| ------------ | ------ | ---------------- | ------------------------------------ | -------------- | --------------------- |
| えちぜん鉄道 | 全線   | あり             | なし                                 | なし           | なし                  |
| 三岐鉄道     | 北勢線 | あり             | なし                                 | 土地のみ       | なし                  |
| 和歌山電鐵   | 全線   | あり             | なし                                 | 土地のみ       | なし                  |

##### 凡例
鉄道事業者名の下地：緑色は第三セクター、黄色は中小民鉄
- 各欄の下地：青色は都道府県主体、赤色は沿線市町村主体、紫色は都道府県+沿線市町村主体
- 投資に国庫補助が入る場合、国も公的主体に含まれる。
- 上表中のランニングコストとは、車両における車両保存費、インフラ部分の線路保存費・電路保存費、土地の場合の固定資産税・都市計画税を指す（欠損補助という意味ではない）。

#### 並行在来線における採用例
整備新幹線を建設する場合、原則として並行在来線に指定された在来線は、新幹線の開業と同時にJRから経営分離されることとなっており、沿線自治体が並行在来線の経営分離に同意しない限り新幹線の着工ができないこととされている。
しかし、西九州新幹線（武雄温泉駅 - 長崎駅間）の場合、並行在来線となる長崎本線（肥前山口駅 - 諫早駅間。諫早駅 - 長崎駅間および長与駅経由の旧線は引き続きJR九州が第一種鉄道事業者として上下一体で運営）の経営分離に鹿島市と江北町が強硬に反対し、2005年度以降毎年予算を計上しながら着工できない状態が続いた。このため、同区間に上下分離方式を採用してJR九州からの経営分離を回避することにより、鹿島市・江北町の同意そのものを不要とすることでようやく新幹線の着工にこぎつけたという経緯がある。
これに基づき、西九州新幹線が開業した2022年9月23日より長崎本線江北駅（同日「肥前山口」より改称） - 諫早駅間には上下分離方式が導入された。その概要は以下の通り。
- 第二種鉄道事業者（列車の運行と車両の保有）：九州旅客鉄道[7]
- 第三種鉄道事業者（鉄道施設の保有と維持管理）：佐賀・長崎鉄道管理センター - 佐賀・長崎両県が出資して2021年4月1日に設立された一般社団法人[8]。

鉄道施設の維持管理や設備投資などにかかる費用は佐賀県1：長崎県2の割合で負担し（ただし佐賀・長崎鉄道管理センターの設置から上下分離化までにかかった経費については両県で折半）、維持管理の実務はJR九州に委託されているほか、土地については佐賀・長崎両県が保有して佐賀・長崎鉄道管理センターに貸し付け、佐賀・長崎鉄道管理センターが鉄道施設と一体でJR九州に無償で貸し付けるスキームがとられている。また、上下分離区間を含む肥前浜駅 - 長崎駅間は電化設備が撤去され非電化となった一方、肥前鹿島駅への電車特急乗り入れや佐賀方面との直通運転のため引き続き維持される江北駅 - 肥前浜駅間の電化設備のうち、JR九州の提案により当初計画より延長された肥前鹿島駅 - 肥前浜駅間の電化設備管理費についてはJR九州が負担することとされている。
なお、JR九州による運行は上下分離化後23年間とされており、その後の体制がどうなるかについては2022年現在未定である。

### 道路
道路における上下分離方式の採用例
2005年10月以降、公社管理道路を除く高速道路は日本高速道路保有・債務返済機構が道路とその付帯施設を保有し、NEXCO3社（NEXCO東日本・NEXCO中日本・NEXCO西日本）と首都高速道路・阪神高速道路・本州四国連絡高速道路の各社がそれを借り受けて管理・運営している。
また、公社管理道路でも上下分離方式の採用例がある。（一例として、2016年10月以降、地方道路公社である愛知県道路公社が道路とその付帯施設を保有し、前田建設工業の連結子会社である愛知道路コンセッションがそれを借り受けて管理・運営している。）

### 空港
日本の多くの空港においては、滑走路など赤字体質の航空系事業（下）は行政が行い、ターミナルビルなど健全経営が可能な非航空系事業（上）は多くが地元自治体なども出資する第三セクター方式で運営され、その経営幹部の椅子が事実上の「天下りポスト」となることも珍しくなかった。
2013年には民活空港運営法が施行され、2016年7月には仙台空港が国管理空港として初めて民営化するなど、上下一体での民営化が進められている。。
2012年7月以降、関西国際空港では関西国際空港土地保有（旧・関西国際空港株式会社が名称変更）と新関西国際空港による上下分離方式が取られていたが、コンセッション方式により選定されたオリックスとヴァンシ・エアポートを主体とする関西エアポートへ2016年4月に空港運営権が移管した。

### 航路
2025年より運航の、大分市の大分港（西大分地区）と大分空港の間を結ぶホバークラフト航路において、船体は大分県が保有し、運航は大分第一ホーバードライブが行う形で上下分離方式が採用される。

## ヨーロッパでの採用事例

### 鉄道
欧州連合が国有鉄道の上下分離を指導したため、大部分のヨーロッパの国有鉄道（に相当する鉄道）は、上下分離方式となっている。
ヨーロッパでは、上下分離は大きく分けて二通りの仕組みが見られる。一つ目は、下部と上部の会計分離だけを目的としたものである。スウェーデン、スイス、フランスなどで採用されている。基本的に、上部の運営会社は一つである場合が多い。例えば、フランスでは、日本における公共企業体に近い「商工業的公施設法人」（EPIC）のフランス国鉄（SNCF）の機構改革の際には、フランス国鉄本体をEPICのまま、列車の運行・車両の保有などを行なう鉄道運営法人とし、線路や駅などの鉄道施設（インフラ）は、新たに設立されたEPICのフランス鉄道線路事業公社（RFF）が保有する形式に改革された。
二つ目は、上下分離とともにオープン・アクセスを導入して複数の上部組織が存在するケースである。代表的なのはドイツとイギリスである。東西統一後のドイツでは1994年に既存の東西国鉄の統合再編において株式会社化・上下分離を行い、上部の組織は新設のドイツ鉄道の下で長距離・近距離・夜行・貨物などの会社に分割した。その上でオープンアクセスを導入し、新規参入の列車運行会社にも線路使用を認めている。列車運行会社のうちフランチャイズ方式によらないものは、オープン・アクセス・オペレーターと呼ばれる。この仕組みを利用して、地方自治体が軽量ディーゼルカーを購入してローカル列車を運転するケースが増えている。イギリスでは、国鉄（British Rail）改革に際して、上下分離と大々的なオープンアクセスを導入したが、線路の保有・管理会社として設立されたレールトラック社に技術力がなく利益を優先して保守経費を節約したため、1999年10月5日、ロンドン近郊パディントンでの大事故をはじめ、数々のトラブルを招いた、という指摘がある。

## アメリカ合衆国での採用事例

### 鉄道
アメリカ合衆国の旅客鉄道も、上下分離方式である。旅客列車は公共企業体のアムトラックが運行しているが、アセラ・エクスプレスが走る東海岸の幹線（北東回廊）など一部を除けば線路を所有しておらず、貨物鉄道会社の線路を借りて運行している。貨物鉄道会社は民営企業であるため、下部が民営、上部が国営というケースである。